# والاس چونگ
والاس چونگ هون-لیونگ (چینی: 鍾漢良; زادهٔ ۳۰ نوامبر ۱۹۷۴) بازیگر و خواننده هنگ کنگی است و به خاطر بازی در مجموعه‌های تلویزیونی چینی مختلفی شناخته می‌شود. چونگ در فهرست ۱۰۰ سلبریتی چینی توسط فوربز در سال‌های ۲۰۱۳ در جایگاه ۶۸ام، ۲۰۱۴ در جایگاه ۹۴ام، ۲۰۱۵ در جایگاه ۴۵ام و ۲۰۱۷ در جایگاه ۳۱ام قرار گرفت.